# Сатурн (премия, 2021)
46-я церемония вручения наград премии «Сатурн», присуждаемая Академией научной фантастики, фэнтези и фильмов ужасов и присуждающая лучшие работы в жанрах научной фантастики, фэнтези, ужасов и других жанрах, относящихся к жанрам фантастики в кино, телевидении и изданиях домашних медиа, прошла 26 октября 2021 года в L.A. Marriott Burbank Hotel. Номинации были объявлены 4 марта 2021 года. Церемонию вёл американский актёр, продюсер и режиссёр Брюс Кэмпбелл.
«Звёздные войны: Скайуокер. Восход» набрал наибольшее количество кинономинаций с двенадцатью, включая «Лучший научно-фантастический фильм». Это один из нескольких фильмов прошлогоднего сезона кинопремий, который был допущен к участию в этом году после того, как группа продлила его период допуска до показа с 15 июля 2019 года по 15 ноября 2020 года и позволила потоковым и видео по запросу претендовать на участие в кинокатегориях. Франшиза «Звёздных войн» получила семь наград благодаря фильму «Звёздные войны: Скайуокер. Восход», мультсериалу «Звёздные войны: Войны клонов» и телесериалу «Мандалорец». Франшиза «Звёздного пути» получила наибольшее количество наград в телевизионных категориях благодаря трём наградам, полученных телесериалами «Звёздный путь: Дискавери» и «Звёздный путь: Пикар».

## Победители и номинанты

### Кино
| Лучший фильм — экранизация комикса | Лучший научно-фантастический фильм |
| --- | --- |
| - Джокер - Хищные птицы: Потрясающая история Харли Квинн - Бладшот - Новые мутанты - Бессмертная гвардия | - Звёздные войны: Скайуокер. Восход - К звёздам - Гемини - Люси в небесах - Довод - Терминатор: Тёмные судьбы |
| Лучший фэнтези-фильм | Лучший фильм ужасов |
| - Однажды в Голливуде - Билл и Тед снова в деле - Джуманджи: Новый уровень - Король Лев - Малефисента: Владычица тьмы - Соник в кино - Ведьмы | - Человек-невидимка - Доктор Сон - Дичь - Оно 2 - Солнцестояние - Я иду искать - Страшные истории для рассказа в темноте |
| Лучший приключенческий фильм или боевик | Лучший фильм в жанре триллер |
| - Мулан - 1917 - Плохие парни навсегда - Путь: Во все тяжкие. Фильм - Джентльмены - Форсаж: Хоббс и Шоу | - Достать ножи - Пятеро одной крови - Хороший лжец - Ирландец - Манк - Неогранённые драгоценности |
| Лучший анимационный фильм | Лучший фильм на иностранном языке |
| - Вперёд - Эверест - Семейка Аддамс - Холодное сердце 2 - Камуфляж и шпионаж - Тролли. Мировой тур | - Паразиты - Кролик Джоджо - Соловей - Опасные секреты - Спутник - Свистуны |
| Лучшая режиссура | Лучший сценарий |
| - Джей Джей Абрамс — Звёздные войны: Скайуокер. Восход - Ники Каро — Мулан - Майк Флэнаган — Доктор Сон - Кристофер Нолан — Довод - Джина Принс-Байтвуд — Бессмертная гвардия - Квентин Тарантино — Однажды в Голливуде - Ли Уоннелл — Человек-невидимка | - Квентин Тарантино — Однажды в Голливуде - Джей Джей Абрамс и Крис Террио — Звёздные войны: Скайуокер. Восход - Майк Флэнаган — Доктор Сон - Лорен Хайнек, Рик Джаффа, Элизабет Мартин и Аманда Сильвер — Мулан - Пон Чжун Хо и Хан Джин-вон — Паразиты - Кристофер Нолан — Довод - Тодд Филлипс и Скотт Сильвер — Джокер |
| Лучший киноактёр | Лучшая киноактриса |
| - Джон Дэвид Вашингтон — Довод за роль Протагониста - Дэниел Крейг — Достать ножи за роль Бенуа Бланка - Делрой Линдо — Пятеро одной крови за роль Пола - Юэн МакГрегор — Доктор Сон за роль Дэна Торранса - Гэри Олдмен — Манк за роль Германа Дж. Манкевича - Аарон Пол — Путь: Во все тяжкие. Фильм за роль Джесси Пинкмана - Хоакин Феникс — Джокер за роль Артура Флека / Джокера                                                                                        | - Элизабет Мосс — Человек-невидимка за роль Сесилии Касс - Ребекка Фергюсон — Доктор Сон за роль Роуз-в-Шляпе - Натали Портман — Люси в небесах за роль Люси Колы - Дейзи Ридли — Звёздные войны: Скайуокер. Восход за роль Рей - Марго Робби — Хищные птицы: Потрясающая история Харли Квинн за роль Харли Квинн - Шарлиз Терон — Бессмертная гвардия за роль Энди - Лю Ифэй — Мулан за роль Мулан                              |
| Лучший киноактёр второго плана | Лучшая киноактриса второго плана |
| - Билл Хейдер — Оно 2 за роль Ричи Тозиера - Адам Драйвер — Звёздные войны: Скайуокер. Восход за роль Кайло Рена - Крис Эванс — Достать ножи за роль Хью Рэнсома Драйсдэйла - Иан МакДермид — Звёздные войны: Скайуокер. Восход за роль Императора Палпатина - Роберт Паттинсон — Довод за роль Нила - Донни Йен — Мулан за роль Генерала Тунга | - Ана де Армас — Достать ножи за роль Марты Кабреры - Зази Битц — Джокер за роль Софи Дюмон - Эллен Бёрстин — Люси в небесах за роль Наны Холбрук - Джейми Ли Кёртис — Достать ножи за роль Линды Драйсдэйл - Линда Хэмилтон — Терминатор: Тёмные судьбы за роль Сары Коннор - Аманда Сейфрид — Манк за роль Мэрион Дэвис - Джерни Смоллетт — Хищные птицы: Потрясающая история Харли Квинн за роль Дины Лэнс / Чёрной Канарейки |
| Лучший молодой актёр или актриса | Лучший монтаж |
| - Кайли Кёрран — Доктор Сон за роль Абры Стоун - Элла Джей Баско — Хищные птицы: Потрясающая история Харли Квинн за роль Кассандры Кейн - Джулия Баттерз — Однажды в Голливуде за роль Труди Фрейзер - Роман Гриффин Дэвис — Кролик Джоджо за роль Йоханнеса «Джоджо» Бетцлера - Лекси Колкер — Иные за роль Хлои Льюис - Дж. Д. МакКрэри — Король Лев за роль Симбы | - Боб Дюксе — Достать ножи - Марианн Брэндон и Стефан Грубе — Звёздные войны: Скайуокер. Восход - Майк Флэнаган — Доктор Сон - Дженнифер Лейм — Довод - Фред Раскин — Однажды в Голливуде - Ян Джин-мо — Паразиты |
| Лучшая музыка | Лучшая работа художника-постановщика |
| - Джон Уильямс — Звёздные войны: Скайуокер. Восход - Людвиг Йоранссон — Довод - Натан Джонсон — Достать ножи - Чон Джэ Иль — Паразиты - Томас Ньюман — 1917 - Трент Резнор и Аттикус Росс — Манк | - Барбара Линг — Однажды в Голливуде - Рик Картер и Кевин Дженкинс — Звёздные войны: Скайуокер. Восход - Нэйтан Краули — Довод - Марк Фридберг — Джокер - Патрик Татопулос — Малефисента: Владычица тьмы - Ра Винсент — Кролик Джоджо |
| Лучший дизайн костюмов | Лучший грим |
| - Бина Дайгелер — Мулан - Эрин Бенач — Хищные птицы: Потрясающая история Харли Квинн - Майкл Каплан — Звёздные войны: Скайуокер. Восход - Арианна Филлипс — Однажды в Голливуде - Майес К. Рубео — Кролик Джоджо - Альберт Вольски — К звёздам | - Аманда Найт и Нил Сканлан — Звёздные войны: Скайуокер. Восход - Бьянка Аппис, Билл Корсо, Стивен Келли, Дэннис Лиддьярд и Кевин Ягер — Билл и Тед снова в деле - Норман Кабрера, Майк Элизальде и Майк Хилл — Страшные истории для рассказа в темноте - Янта Голдберг, Шон Сэнсом и Шейн Зандер — Оно 2 - Роберт Куртцман и Бернадетта Мазур — Доктор Сон - Арьен Туйтен и Дэвид Уайт — Малефисента: Владычица тьмы            |
| Лучшие спецэффекты | Лучший независимый фильм |
| - Роджер Гайетт, Нил Сканлан, Патрик Тубах, и Доминик Туохи — Звёздные войны: Скайуокер. Восход - Ерик Барба, Нил Корбоулд, Винод Гундре и Шелдон Стопсак — Терминатор: Тёмные судьбы - Николас Брукс и Кристи Холлидж — Оно 2 - Майк Чэмберс, Скотт Р. Фишер, Эндрю Джексон и Эндрю Локли — Довод - Кен Эгли и Роберт Легато — Король Лев - Скотт Р. Фишер и Аллен Марис — К звёздам - Марк Хокер, Яэль Мэйджорс и Грег Стил — Хищные птицы: Потрясающая история Харли Квинн | - Первый контакт - Аэронавты - Ангел мой - Цвет из иных миров - Иные - Зависнуть в Палм-Спрингс - В чужой шкуре |

### Телевидение
| Лучший супергеройский телесериал | Лучший научно-фантастический телесериал |
| --- | --- |
| - Пацаны (Amazon Prime Video) - Бэтвумен (The CW) - Флэш (The CW) - Старгёрл (DC Universe) - Супергёрл (The CW) - Академия Амбрелла (Netflix) - Хранители (HBO) | - Звёздный путь: Дискавери (CBS All Access) - Доктор Кто (BBC America) - Затерянные в космосе (Netflix) - Пандора (The CW) - Воспитанные волками (HBO Max) - Звёздный путь: Пикар (CBS All Access) - Мир Дикого Запада (HBO) |
| Лучший телесериал в жанре фэнтези | Лучший телесериал в жанре хоррор |
| - Ради всего человечества (Apple TV+) - Тёмный кристалл: Эпоха сопротивления (Netflix) - Лок и ключ (Netflix) - Волшебники (Syfy) - Чужестранка (Starz) - Сумеречная зона (CBS All Access) - Ведьмак (Netflix) | - Ходячие мертвецы (AMC) - Калейдоскоп ужасов (Shudder) - Зло (CBS) - Бойтесь ходячих мертвецов (AMC) - Страна Лавкрафта (HBO) - Дом с прислугой (Apple TV+) - Ходячие мертвецы (AMC) - Чем мы заняты в тени (FX) |
| Лучший телесериал в жанрах: экшн / триллер | Лучший анимационный сериал на телевидени |
| - Лучше звоните Солу (AMC) - Касл-Рок (Hulu) - Джек Райан (Amazon Prime Video) - Аванпост (The CW) - Пенниуорт (Epix) - Ривердейл (The CW) - Сквозь снег (TNT) | - Звёздные войны: Войны клонов (Disney+) - Конь БоДжек (Netflix) - Гриффины (Fox) - Первобытный (Cartoon Network) - Рик и Морти (Cartoon Network) - Симпсоны (Fox) |
| Лучшая телепостановка (до 10 серий) | Лучшая кинопостановка в потоковом медиа |
| - Мандалорец (Disney+) - Удивительные истории (Apple TV+) - Дракула (Netflix) - Призраки усадьбы Блай (Netflix) - Тёмные начала (HBO) - Перри Мейсон (HBO) | - Энола Холмс (Netflix) - Тайлер Рейк: Операция по спасению (Netflix) - Ширли (Hulu) - Бескрайняя ночь (Amazon Prime Video) |
| Лучший телеактёр | Лучшая телеактриса |
| - Патрик Стюарт — Звёздный путь: Пикар за роль Жан-Люка Пикара (CBS All Access) - Генри Кавилл — Ведьмак за роль Геральта из Ривии (Netflix) - Майк Колтер — Зло за роль Дэвида Акоста (CBS) - Грант Гастин — Флэш за роль Барри Аллена / Флэша (The CW) - Сэм Хьюэн — Чужестранка за роль Джейми Фрейзера (Starz) - Джонатан Мэйджорс — Страна Лавкрафта за роль Аттикуса «Тик» Фримена (HBO) - Боб Оденкерк — Лучше звоните Солу за роль Джимми МакГилла / Сола Гудмана (AMC)                        | - Катрина Балф — Чужестранка за роль Клэр Фрейзер (Starz) - Мелисса Бенойст — Супергёрл за роль Кары Дэнверс / Супергёрл (The CW) - Реджина Кинг — Хранители за роль Анджелы Абар / Сестры Ночь (HBO) - Соникуа Мартин-Грин — Звёздный путь: Дискавери за роль Майкл Бёрнем (CBS All Access) - Тэндиве Ньютон — Мир Дикого Запада за роль Мейв Милли (HBO) - Кэндис Паттон — Флэш за роль Айрис Уэст (The CW) - Рэй Сихорн — Лучше звоните Солу за роль Ким Уэкслер (AMC) |
| Лучший телеактёр второго плана | Лучшая телеактриса второго плана |
| - Даг Джонс — Звёздный путь: Дискавери за роль Сару (CBS All Access) - Джонатан Бэнкс — Лучше звоните Солу за роль Майка Эрмантраута (AMC) - Тони Далтон — Лучше звоните Солу за роль Лало Саламанка (AMC) - Майкл Эмерсон — Зло за роль доктора Лиланда Таунсенда (CBS) - Ричард Рэнкин — Чужестранка за роль Роджера Уэйкфилда (Starz) - Норман Ридус — Ходячие мертвецы за роль Дэрила Диксона (AMC) - Люк Уилсон — Старгёрл за роль Пэта Дугана / S.T.R.I.P.E. (DC Universe)                       | - Даниэль Панабэйкер — Флэш за роль Кейтлин Сноу / Убийцы Фрост (The CW) - Натасия Деметриу — Чем мы заняты в тени за роль Нади (FX) - Синтия Эриво — Чужак за роль Холли Гибни (HBO) - Мелисса МакБрайд — Ходячие мертвецы за роль Кэрол Пелетье (AMC) - Колби Минифи — Бойтесь ходячих мертвецов за роль Вирджинии (AMC) - Софи Скелтон — Чужестранка за роль Брианны «Бри» Рэндалл (Starz) - Тесса Томпсон — Мир Дикого Запада за роль Шарлотты Хейл (HBO)             |
| Лучшая роль молодого актёра или актрисы в телесериале | Лучшая гостевая роль в телесериале |
| - Брэк Бэссинджер — Старгёрл за роль Кортни Уитмор / Старгёрл (DC Universe) - Фрейя Аллан — Ведьмак за роль Цири (Netflix) - Иза Брионес — Звёздный путь: Пикар за роль Даж / Соджи / Сутры (CBS All Access) - Максвелл Дженкинс — Затерянные в космосе за роль Уилла Робинсона (Netflix) - Мэдисон Линтц — Босх за роль Мэделин «Мэдди» Босх (Amazon Prime Video) - Кэсседи МакКлинси — Ходячие мертвецы за роль Лидии (AMC) - Эрин Мориарти — Пацаны за роль Старлайт / Энни Дженьюэри (Prime Video) | - Джон Крайер — Супергёрл за роль Лекса Лютора (The CW) - Джанкарло Эспозито — Мандалорец за роль мофф Гидеона (Disney+) - Марк Хэмилл — Чем мы заняты в тени за роль вампира Джима (FX) - Джеффри Дин Морган — Ходячие мертвецы за роль Нигана (AMC) - Кейт Малгрю — Мистер Мерседес за роль Альмы Лэйн (Audience) - Билли Портер — Сумеречная зона за роль Кита (CBS All Access) - Джери Райан — Звёздный путь: Пикар за роль Седьмой-из-девяти (CBS All Access)        |

### Домашние издания
| Лучшее издание фильма в формате 4K | Лучшее DVD-издание классического фильма |
| --- | --- |
| - Достать ножи - Классическая коллекция Альфреда Хичкока - Апокалипсис сегодня: Финальная версия (Выпуск к 40-й годовщине) - Флэш Гордон (Ограниченное издание) - Челюсти (45-я годовщина) - Безумный Макс - Сияние - Война миров | - Доктор Циклоп (Специальное издание) - Человек четвёртого измерения (Специальное издание) - День, когда загорелась Земля (Специальное издание) - Подвиги Геракла: Геракл в царстве теней (Специальное издание) - Волшебный меч (Специальное издание) - Робокоп (Режиссёрская версия) - Война миров (The Criterion Collection) |
| Лучший DVD или Blu-ray-сборник | Лучшее DVD-издание телесериала |
| - Годзилла: Фильмы Showa-Era, 1954—1975 (The Criterion Collection) - Эбботт и Костелло: Полная коллекция Universal Pictures (Blu-ray-выпуск к 80-й годовщине) - Коллекция Мухи (Муха (1958), Возвращение мухи, Проклятие мухи, Муха (1986), и Муха 2) - Гамера: Полная коллекция - Хичкок: Коллекция British International Pictures - Лорел и Харди: Окончательные реставрации - Три фантастических путешествия Карела Земана (The Criterion Collection) (Путешествие к началу времён, Тайна острова Бэк-Кап, и Барон Мюнхгаузен) | - Калейдоскоп ужасов (Первый сезон) - Бак Роджерс в XXV веке (Полная коллекция) - Библиотекари (Полный сериал) - Миссия невыполнима (Оригинальный сериал) - Чужак (Первый сезон) - Шазам! (Полный телесериал) - Симпсоны (Девятнадцатый сезон)                                                                                 |

## Множественные номинации
| Номинации | Фильмы                                        |
| --------- | --------------------------------------------- |
| 12        | Звёздные войны: Скайуокер. Восход             |
| 9         | Довод                                         |
| 8         | Доктор Сон                                    |
| 7         | Достать ножи                                  |
| 7         | Однажды в Голливуде                           |
| 6         | Хищные птицы: Потрясающая история Харли Квинн |
| 6         | Мулан                                         |
| 5         | Джокер                                        |
| 4         | Оно 2                                         |
| 4         | Кролик Джоджо                                 |
| 4         | Манк                                          |
| 4         | Паразиты                                      |
| 3         | К звёздам                                     |
| 3         | Человек-невидимка                             |
| 3         | Король Лев                                    |
| 3         | Люси в небесах                                |
| 3         | Малефисента: Владычица тьмы                   |
| 3         | Бессмертная гвардия                           |
| 3         | Терминатор: Тёмные судьбы                     |
| 2         | 1917                                          |
| 2         | Билл и Тед снова в деле                       |
| 2         | Пятеро одной крови                            |
| 2         | Путь: Во все тяжкие. Фильм                    |
| 2         | Иные                                          |
| 2         | Страшные истории для рассказа в темноте       |

| Номинации | Телесериалы               |
| --------- | ------------------------- |
| 5         | Лучше звоните Солу        |
| 5         | Чужестранка               |
| 5         | Ходячие мертвецы          |
| 4         | Флэш                      |
| 4         | Звёздный путь: Пикар      |
| 3         | Зло                       |
| 3         | Старгёрл                  |
| 3         | Звёздный путь: Дискавери  |
| 3         | Супергёрл                 |
| 3         | Мир Дикого Запада         |
| 3         | Чем мы заняты в тени      |
| 3         | Ведьмак                   |
| 2         | Пацаны                    |
| 2         | Бойтесь ходячих мертвецов |
| 2         | Затерянные в космосе      |
| 2         | Страна Лавкрафта          |
| 2         | Мандалорец                |
| 2         | Сумеречная зона           |
| 2         | Хранители                 |

## Множественные победы
| Победы | Фильмы                            |
| ------ | --------------------------------- |
| 5      | Звёздные войны: Скайуокер. Восход |
| 4      | Достать ножи                      |
| 3      | Однажды в Голливуде               |
| 2      | Человек-невидимка                 |
| 2      | Мулан                             |

| Победы | Телесериалы              |
| ------ | ------------------------ |
| 2      | Звёздный путь: Дискавери |